# Juvigny (Marne)
Juvigny ist eine französische Gemeinde mit 959 Einwohnern (Stand: 1. Januar 2022) im Département Marne in der Region Grand Est (bis 2015: Champagne-Ardenne). Die Gemeinde gehört zum Arrondissement Châlons-en-Champagne und zum Kanton Châlons-en-Champagne-2. 

## Geografie
Juvigny liegt etwa 31 Kilometer südöstlich von Reims und neun Kilometer nordwestlich von Châlons-en-Champagne im Flusstal der Marne. Der Ort selbst liegt am Canal latéral à la Marne. Umgeben wird Juvigny von den Nachbargemeinden Vraux im Norden und Westen, Les Grandes-Loges im Norden, La Veuve im Osten und Nordosten, Recy im Süden und Osten, Matougues im Süden und Südwesten sowie Aulnay-sur-Marne im Westen und Südwesten.
Durch den Osten der Gemeinde verläuft die Autoroute A26.

## Bevölkerungsentwicklung
| Jahr                       | 1962 | 1968 | 1975 | 1982 | 1990 | 1999 | 2006 | 2018 |
| Einwohner                  | 424  | 361  | 376  | 821  | 853  | 848  | 913  | 931  |
| Quellen: Cassini und INSEE |      |      |      |      |      |      |      |      |

## Sehenswürdigkeiten
- Kirche Notre-Dame aus dem 18. Jahrhundert
- Schloss Juvigny, 1702 bis 1705 erbaut, Monument historique

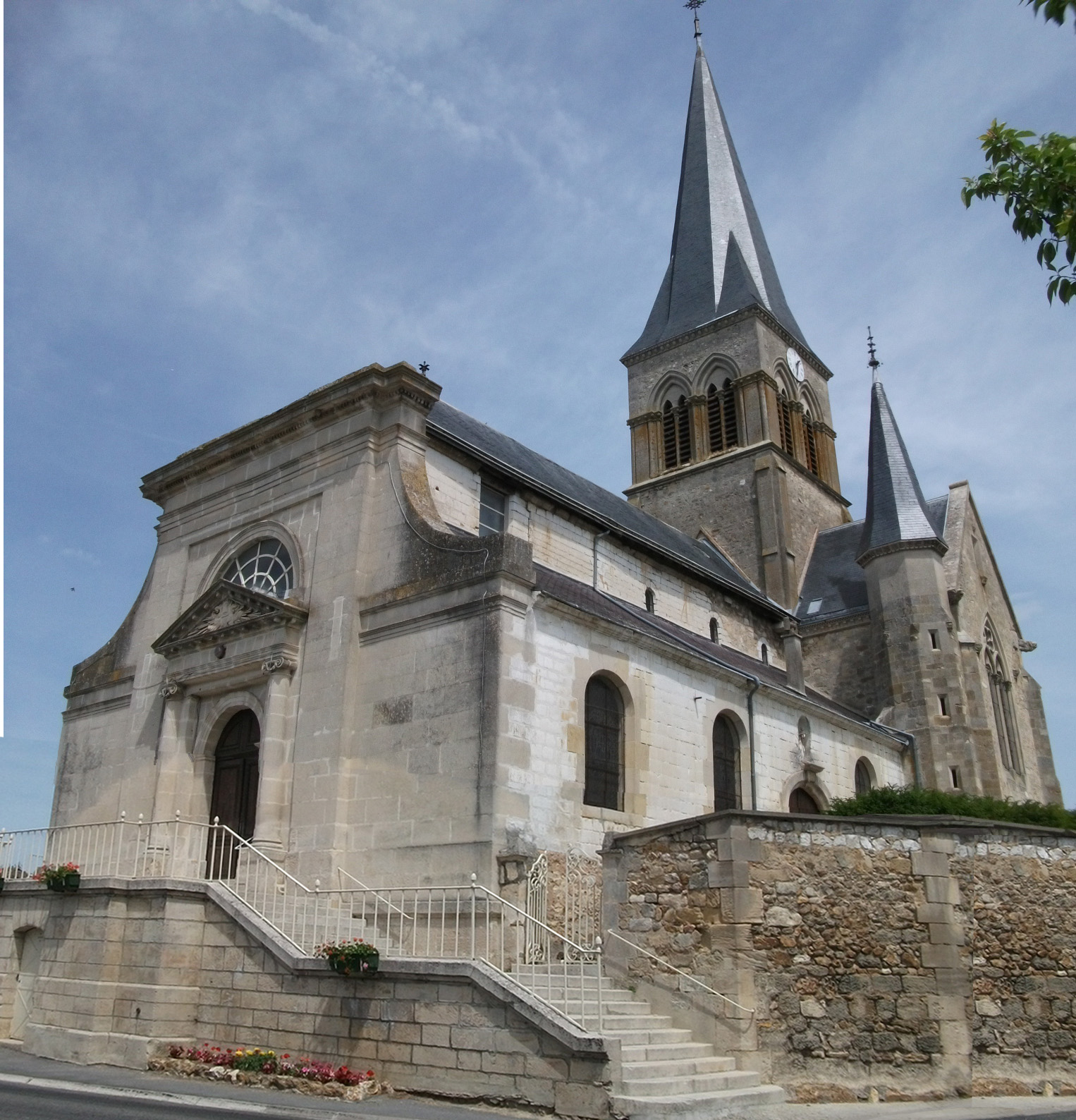
Kirche Notre-Dame
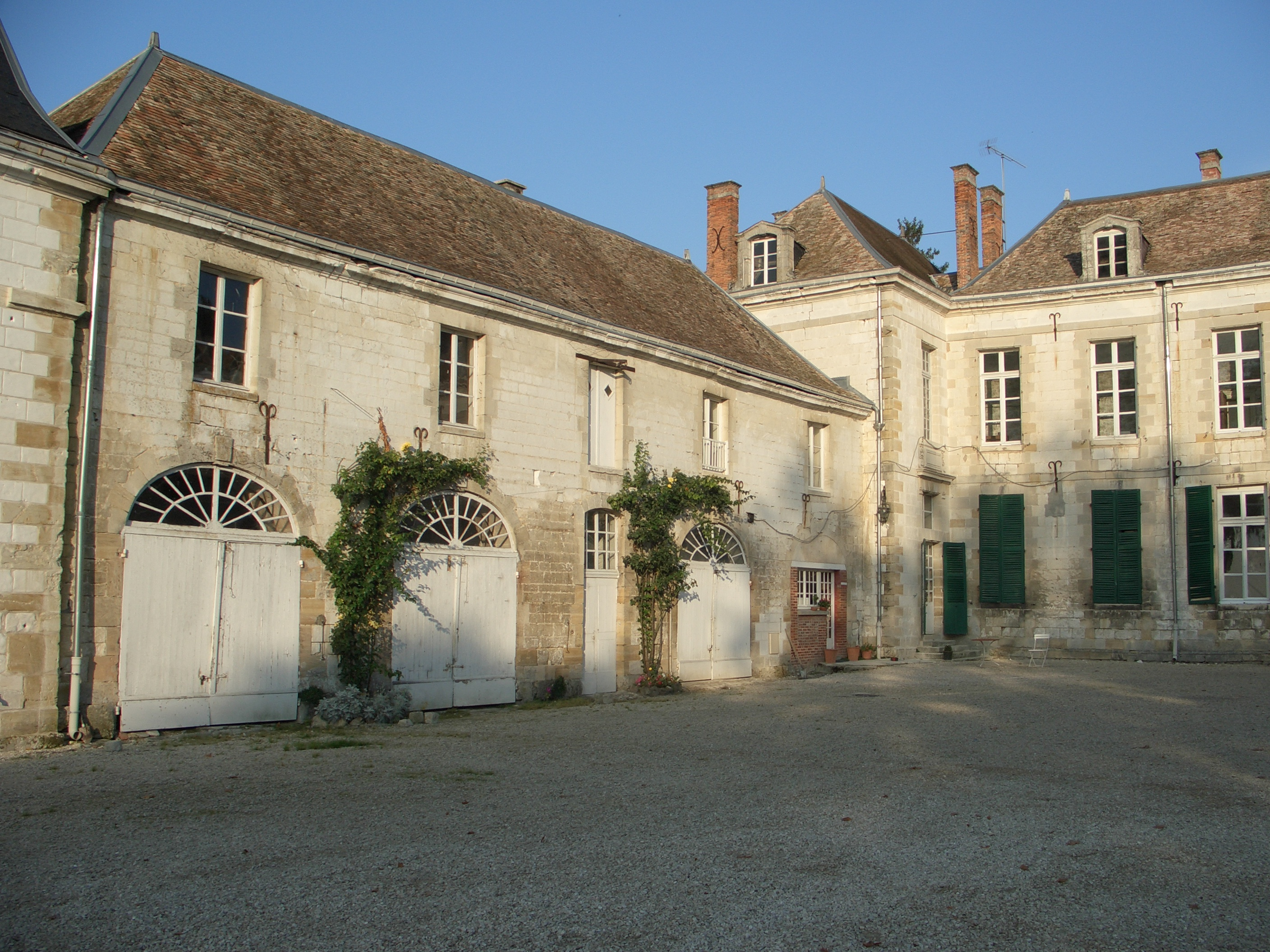
Schloss Juvigny